# 코바야시 유코
코바야시 유코(일본어: 小林 優子 こばやし ゆうこ[*], 1961년 2월 6일 ~ )는 일본의 성우. 도쿄도 출신. 81프로듀스 소속.

## 출연작

### 극장판 애니메이션
- 2024년 포켓몬스터: 성도지방 이야기, 최종장 - 오바람